# Goldbach (Breslauer Patriziergeschlecht)

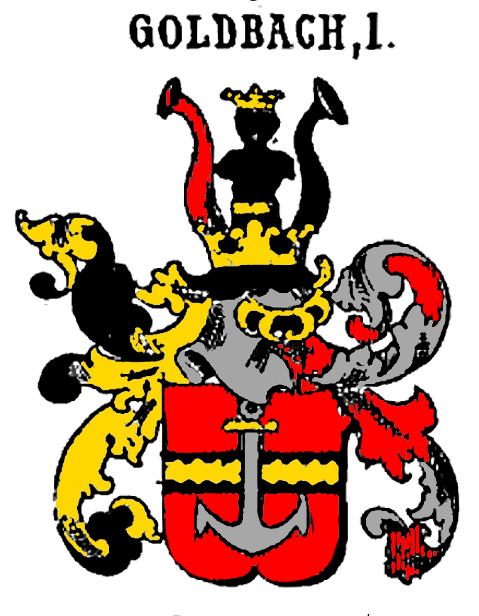
Wappen der Goldbach in Farbe

Goldbach war der Name einer aus Jauer stammenden Familie, die nach Breslau einwanderte und in der zweiten Hälfte des 17. Jahrhunderts in den böhmischen Adels- und Ritterstand aufstieg. In der Folge gelangte das Geschlecht zu Ansehen und einige Familienangehörige verheirateten sich mit Personen einiger adliger, meist uradliger Familien. Friedrich der Große ernannte Hans Christian von Goldbach Mitte des 18. Jahrhunderts zum Ratsältesten und Kommerzienrat.

## Geschichte
Peter Goldbach († 1625) war Kretschmer in Jauer und wanderte dann nach Breslau ein. Sein urdeutscher Name deutet auf oberdeutsche Vorfahren hin, wobei die Besiedlung Schlesiens aus Deutschland zuletzt im 15. Jahrhundert stattfand. In dieser Zeit wurden bäuerliche Familien nach Schlesien gerufen. Der Beruf Peters und seines Sohnes deutet auch auf bäuerliche Vorfahren hin.
Er heiratete im Jahr 1589 Magdalena Clement, deren Vater und Großvater mütterlicherseits auch Kretschmer waren.
Peters Tochter, unbekannt welchen Namens, heiratete 1625 Michael Weisser. Peters schon als Kretschmer erwähnter Sohn Balthasar (* 19. Oktober 1595 in Jauer; † 15. August 1668 in Breslau) war in erster Ehe mit einer Katharina Hoffmann († 1640) verheiratet und in zweiter Ehe mit Anna Burger († 1672). Aus beiden Ehen entstammen 8 Kinder. Aus erster Ehe Justina, Balthasar und Kaspar, aus zweiter Ehe Katharine, Anna, Rosine, Hedwig und Andreas.
Justina heiratete Friedrich Franz. Eine Tochter aus dieser Ehe heiratete den Pastor Johann Reusner.
Kaspar starb am 20. Juni 1693 und sei geisteskrank gewesen. Katharine starb am 23. Februar 1695 im Alter von 47 Jahren. Sie heiratete am 15. Februar 1667 den Stadtvoigt Hans Georg Franz. Anna heiratete 1673 den späteren (1676–1695) Kanzler der Herrschaft Militsch Matthäus Förster, und Rosine 1674 Johann Ernst Hubrig, den Kanzler des Herzogs zu Württemberg in Münsterberg und Oels.
Hedwig heiratete am 14. Januar 1679 Ferdinand von Buchwald, Andreas zog nach Meißen und heiratete ebenda wohl eine Witwe eines Dr. Schlumps aus Leipzig.
Balthasar (* 28. November 1631 in Liegnitz; † 26. Februar 1699 in Breslau) begründete eine hinlänglich dokumentierte Nachkommenschaft. Er selbst ging auf das Elisabeth-Gymnasium in Breslau und absolvierte dann eine kaufmännische Lehre. Er reiste vor seiner kaufmännischen Aktivität in Breslau durch Deutschland, Italien und Frankreich. Am 22. April 1756 heiratete er Susanna Catharina Ursula Zange († 4. März 1672). Am 11. April 1671 empfing er den böhmischen Adelsstand. Am 7. Mai 1675 heiratete er in zweiter Ehe Rosina Richter. Balthasar war auch Waisenpfleger, Kämmerer und zwischen 1684 und 1691 Kellerherr im Schweidnitzer Keller. Seit 1678 war er Ratsherr und bald Schöffe bis ein Jahr vor seinem Tod. Am 16. Mai 1698 wurde er auch in den Ritterstand erhoben. Seine Kinder aus erster Ehe waren Hans Georg, Ursula Katharina, Susanna Catharina, Anna Rosina und Samuel Balthasar. Aus seiner zweiten Ehe stammen Maria Magdalene, Hans Balthasar, Rosina Margarethe, Hans Christian und eine Tochter, deren Name unbekannt ist.
Hans Georg (* 27. Juli 1661; † 1713) war kaiserlicher Rat und in erster Ehe (20. November 1685) verheiratet mit Susanna von Ebens und Georg von Scholz’ Tochter Susanna, in zweiter Ehe (1699) mit Eleonora Fritzes und Christian von Weilers Tochter Hedwig Sophie. Aus der ersten Ehe entstammte Louise Eleonore (* 18. Oktober 1688). Sie heiratete am 18. Januar 1707 Martin Mathias von König.
Ursula Katharina heiratete im Jahr 1685 den fürstlich württembergisch-oelsnischen Rat Hans Christian Hubrig.
Susanna Katharina († 20. Dezember 1712) heiratete Hans Georg von Säbisch.
Anna Rosina (* 20. Januar 1660; † 21. August 1747) heiratete in erster Ehe Karl Siegfried Freiherr von Kittlitz (* 1660; „† Winter 1601“; laut Quelle. wahrscheinlich 1701) und in zweiter den kurfürstlich-brandenburgischen Hauptmann und Landrat Ernst Christoph von Randow.
Samuel Balthasar heiratete 1698 die damals 18-jährige Susanne Eleonore von Reichel, Tochter der Susanna Rosina Burckhardt von Löwenberg und des Stadtmajors und Verfasser der sog. Reichelschen Handschrift Albrecht von Reichel (* 23. April 1638; † 22. August 1697).
Maria Magdalene war in unbekannter Reihenfolge mit Johann Christian von Knorr und mit Gottfried Besser verheiratet.
Hans Balthasar (* 1678) studierte in Leipzig, wurde dann Landesherr verschiedener Güter und starb unverheiratet.
Rosina Margarethe (* 12. Februar 1680; † 11. Januar 1725) heiratete 1699 Karl Heinrich von Haupt, Advokat in herzoglich mecklenburgischen Diensten und seit seiner Heirat bis an sein Lebensende Ratsherr (zuletzt Ratspräses) in Breslau.
Hans Christian (* 19. November 1684; † 6. Juni 1744) kaufte 1736 Peterwitz und wurde 1718 Ratsherr in Breslau. Drei Jahre vor seinem Tod ernannte ihn Friedrich der Große zum Ratsältesten und Kommerzienrat in königlich-preußischen Diensten. Mit seiner Ehefrau Eleonore Sophia von Freyer hatte er fünf Kinder: Balthasar Christian (* 1710; † 24. April 1750 in Breslau), Johannes Maximilianus (* 1710), Anna Margarethe (1732: ⚭ Johann Matthias von König), Balthasar Donat (* 1716; † 1744) und Christiane Elisabeth († 12. Juni 1754; ⚭ Maximilian Ferdinand von Paczensky).
Eine weitere Tochter aus Balthasars Ehe heiratete nach 1702 Johann Sigismund Hallmann von Helmenfeld.

## Wappen

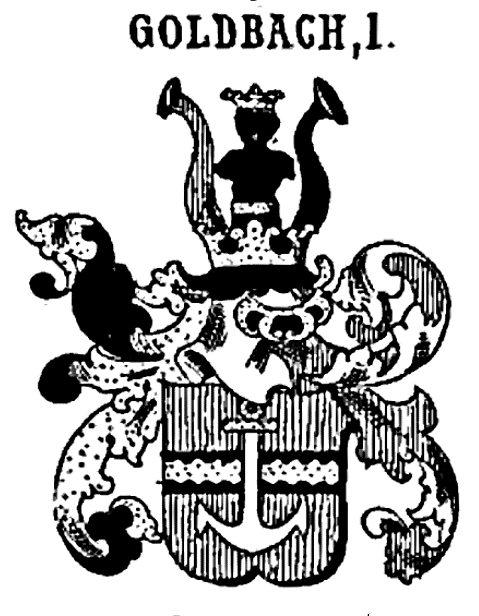
Wappen der Goldbach von 1671/1698 in Siebmachers Wappenbuch

Blasonierung des Wappens von 1671/1698: In Rot ein schwarzer, mit goldenem Bache belegter Balken, überdeckt von silbernem Anker mit goldenem Querholz: Auf dem gekrönten Helm mit schwarz-goldenen und rot-silbernen Decken ein wachsender gekrönter und golden gegürteter Mohrenrumpf zwischen einem roten und einem schwarzen Horn.